# Titania (Schiff, 2006)
Die Titania (Projektname „Marlin“, ehemals Apoise) ist eine Megayacht, die im Jahre 2006 auf der Kröger-Werft gebaut wurde.
Die Yacht war zunächst 67 Meter lang und wurde später um 4 Meter verlängert. Sie ist 13 Meter breit und hat sechs Decks.
Die Yacht wurde 2008 unter den 100 größten Yachten des Jahres geführt.
Das Design stammt von Espen Øino International, die Innenausstattung von Francois Zuretti Design.

## Bildergalerie

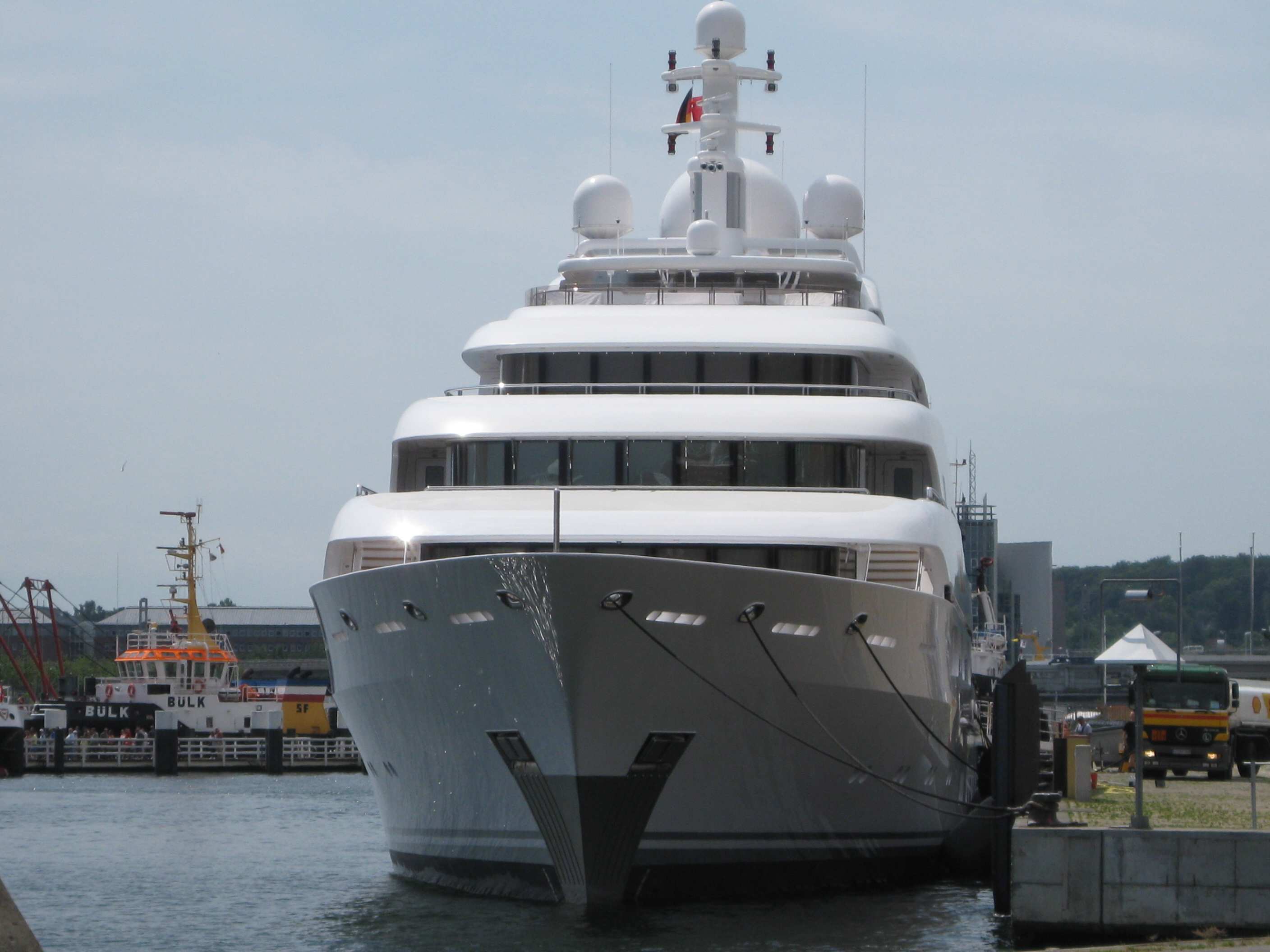
Bugansicht
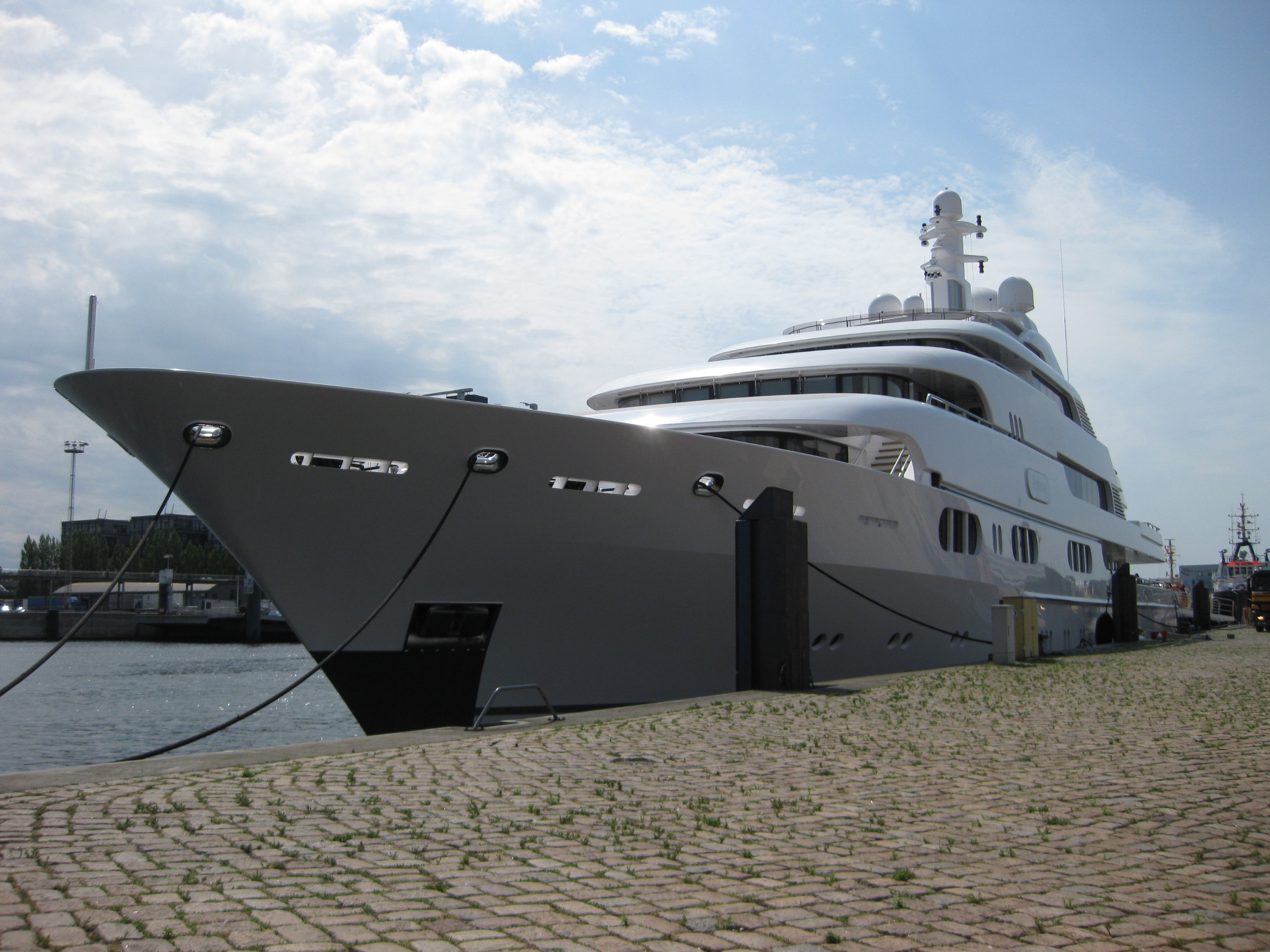
Seitenansicht
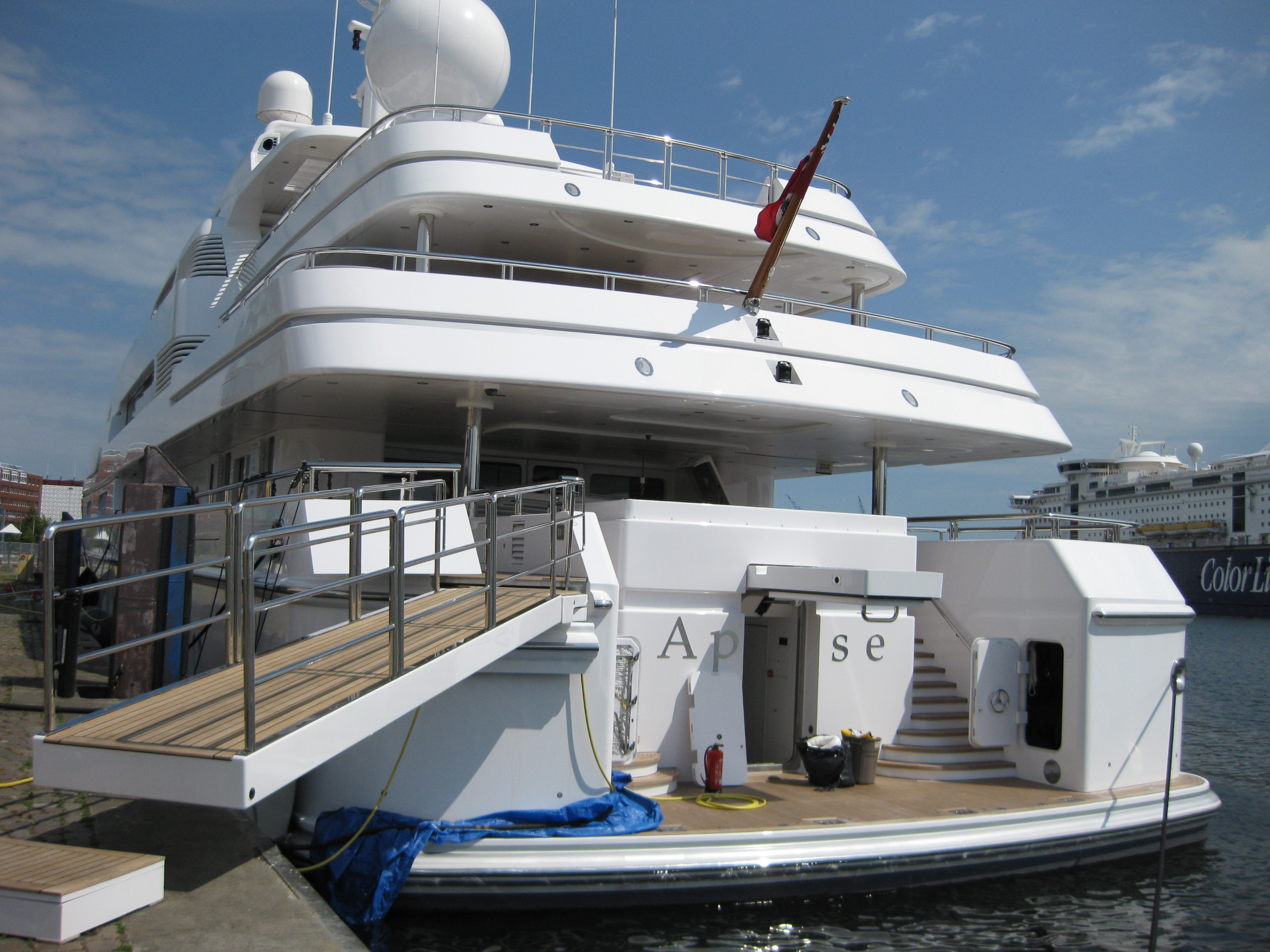
Heckansicht mit Gangway